# Fàbrica de Cal Gallifa
La Fàbrica de Cal Gallifa és un edifici de Sant Joan de Vilatorrada (Bages), que fou una antiga fàbrica de riu tèxtil i actualment ha esdevingut un equipament municipal que inclou una biblioteca i centre cultural. Juntament amb les fàbriques Borràs i Burés (o fàbrica del mig), constituïen un important conjunt fabril al peu del riu Cardener que va destacar a l'inici de la industrialització d'aquesta zona.

## Descripció
El conjunt arquitectònic estava format per l'antiga fàbrica Gallifa i un seguit d'edificacions i coberts annexos de diferents èpoques que ocupaven una superfície total de 3.500 m². L'estructura de la resclosa i canal era compartida amb les dues fàbriques veïnes (Burés i Borràs). L'edifici de la fàbrica és de planta rectangular, de 22 x 49 m. cobert a dues aigües amb teula sobre encadellat ceràmic, i consta de planta baixa, dos pisos i golfes, d'uns 1.000 m² construïts a cada planta. Els murs són construïts de maçoneria amb pedra sorrenca i morter de calç amb formes irregulars i reforçat amb totxana en alguns punts després de la seva rehabilitació i arrebossat completament en ciment. A les quatre façanes hi ha un seguit de finestrals i pòrtics unidireccionals cada 3 o 4 m, la qual cosa permet una gran il·luminació interior. L'edifici té una orientació est-oest, en posició diagonal respecte al riu, amb l'entrada a ponent, a diferència de les fàbriques veïnes de Burés i Borràs, situades perpendicularment al riu. Una sèrie de coberts envolten la construcció i la limiten amb la veïna fàbrica Burés. Destaca de tot el conjunt la seva xemeneia octogonal de maó. La nau de la fàbrica ha estat objecte de diverses intervencions arquitectòniques en els últims anys, rehabilitant i readaptant l'antic espai als nous usos.

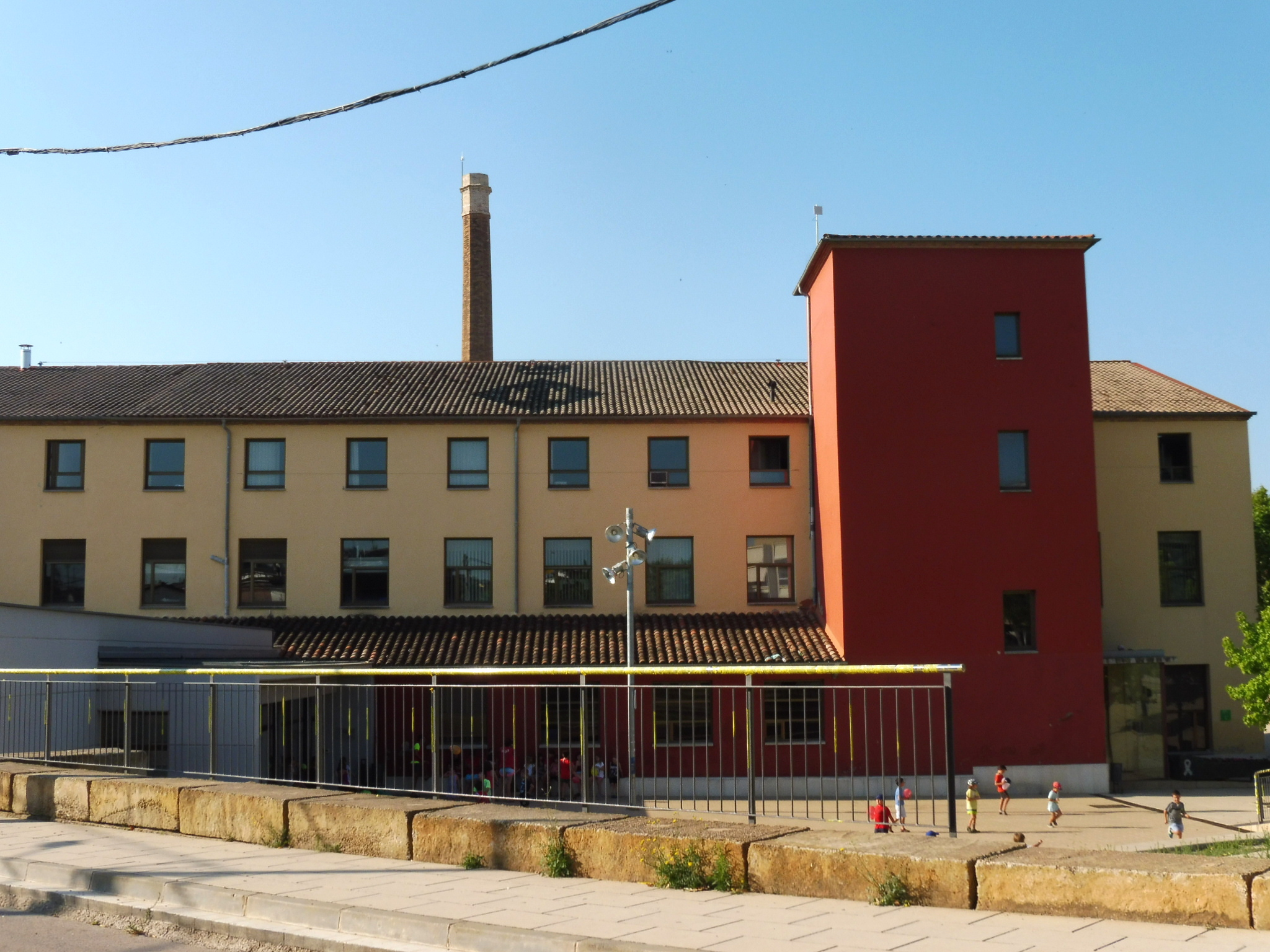
Façana nord

Com a equipament municipal, l'edifici consta d'una sala polivalent a la planta baixa, la biblioteca municipal a la primera planta i un centre d'iniciatives empresarials i l'escola d'adults a la segona planta.
A més de la Biblioteca Municipal, les entitats que fan ús de Can Gallifa són el Grup de Teatre Xalana, el Grup de Teatre Parany, El Sidral, l'Associació de Balls de Saló, el Casal de la Gent Gran, La SCCR La Verbena, Orco's, Blau Nit i Xarxa Sant Joan. El cicle d'actes que es du a terme és ampli i variat gràcies a la polivalència de les sales: Balls, actes socials, dinars populars, teatre etc.. A més a més s'han de tenir present les activitats muntades de forma permanent com les oficines del CIO.

## Història
Cal Gallifa va funcionar com a fàbrica tèxtil entre 1860 i 1977. L'edifici es va començar a construir el 1860 per Francesc Gallifa i Gomis associat amb Argemí i Vila. Les obres de la fàbrica duraren 5 anys i el 1865 es posava en funcionament la instal·lació de tres plantes, amb 51 treballadors, 6.390 fusos i 24 cardadores. Els terrenys havien estat adquirit uns anys abans, el 8 d'abril de 1845, per una societat d'industrials assentats a Manresa, formada per Llorenç Balari i Ferrer, Isidre Argemí i Gneres, Maurici Torres i Cornet i Francesc Gallifa i Gomis. Gallifa, d'acord amb Borràs i Burés, amos de les fàbriques veïnes, construïren entre 1850 i 1853 el salt d'aigua compartit que donava energia a les tres fàbriques. Des dels inicis la fàbrica Gallifa va funcionar amb vapor i l'energia hidràulica del salt d'aigua fins al 1913, quan va arribar l'energia elèctrica. La dependència de la força de l'aigua encara va continuar com a força per generar electricitat. Així, el 1933 i 1934 es va modernitzar la turbina i s'hi va posar un alternador i els anys posteriors a la Guerra Civil, i a causa de les restriccions elèctriques, la fàbrica es veié obligada a modernitzar el salt d'aigua de Can Canals.
El 1885 la companyia que explotava la fàbrica juntament amb d'altres a Manresa i Cardona es va transformar en Baleri, Gallifa, Vila i Cia. La societat va durar tretze anys fins que el 1898 es va dissoldre i se'n constituïa una altra: Gallifa, Vila i Cia. Els nous socis eren Magí Gallifa, fill de Francesc Gallifa, Lluís Vila i Josep Matas, i posseïa fàbriques a Cardona, Manresa i Sant Joan; i encara el 1927 es transformar en la Industrial Anònima GVC. El 1922 hi treballaven 21 homes i 91 dones.
L'aiguat del 1907 va afectar la fàbrica tant com a les altres fàbriques del Cardener, ja que es va inundar tota la planta baixa i la maquinària va quedar inutilitzable. La conflictivitat laboral ha estat present sempre al llarg de la seva història. És conegut l'episodi de la vaga general del 14 de juliol de 1890 que finalitzà amb la mort d'un dels treballadors per un tret del sereno de la fàbrica en un episodi de gran tensió laboral. Són notables també els incidents produïts durant el procés de tancament de la fàbrica. Es treballava fonamentalment el cotó, encara que els últims anys es va introduir el poliester i la viscosa. Els anys 60 van suposar l'inici de la crisi i quan es produir el tancament de les fàbriques de Cardona i Manresa, la de Sant Joan es va veure obligada a tancar portes el 1978.
Durant els més de cent anys de la seva existència s'havia consolidat com un dels equipaments industrials més potents de la comarca, però la crisi dels anys 60 en va causar el declivi i, finalment, el tancament. L'edifici va canviar els telers per llibres i avui és un equipament íntegrament destinat a usos culturals.
La nau de la fàbrica ha estat objecte de diverses intervencions arquitectòniques en els últims anys per tal de rehabilitar i readaptar l'antic espai als nous usos. Un cop definit el seu tancament el 1977, l'edifici va entrar en un procés de decadència i abandonament sense precedents fins a convertir-se en un edifici en ruïnes a principis dels anys 80. El 1987 l'ajuntament de Sant Joan de Vilatorrada va adquirir l'edifici i les construccions annexes, i el 1992 va adquirir els terrenys dels voltants propietat de la família Gallifa amb l'objectiu de destinar-los a zona verda. El 1993 es van dur a terme les primeres reformes a la planta baixa amb l'objectiu de crear una zona polivalent per a activitats múltiples. La sala principal ocupava les dues terceres parts de la planta, i l'altra tercera part era destinada a escenari, magatzems i camerinos. També es va reformar part de la teulada amb encavallades metàl·liques. L'any 1998 es va fer una segona consolidació estructural amb la formació del CIO (Centre d'Iniciatives per a l'Ocupació). L'any 2000 es va aprovar un tercer pla de reformes destinat a rehabilitar la primera planta amb l'objectiu de crear una biblioteca municipal. Paral·lelament es va aprovar un projecte d'urbanització de l'accés i la creació d'un nou nucli de comunicacions i accessos a la façana sud, preveient enderrocar coberts annexos a la façana nord i est per tal de recuperar obertures. El 2016 es va restaurar part de la xemeneia, una de les més altes de Catalunya, que es conserva pràcticament intacta, amb una inversió d'uns 22.000 euros.
La Sala cultural, que dona servei a diverses entitats del poble, es va inaugurar el 13 de juny de 1998, i la biblioteca municipal va obrir portes l'abril de 2003.